# Macrofaag

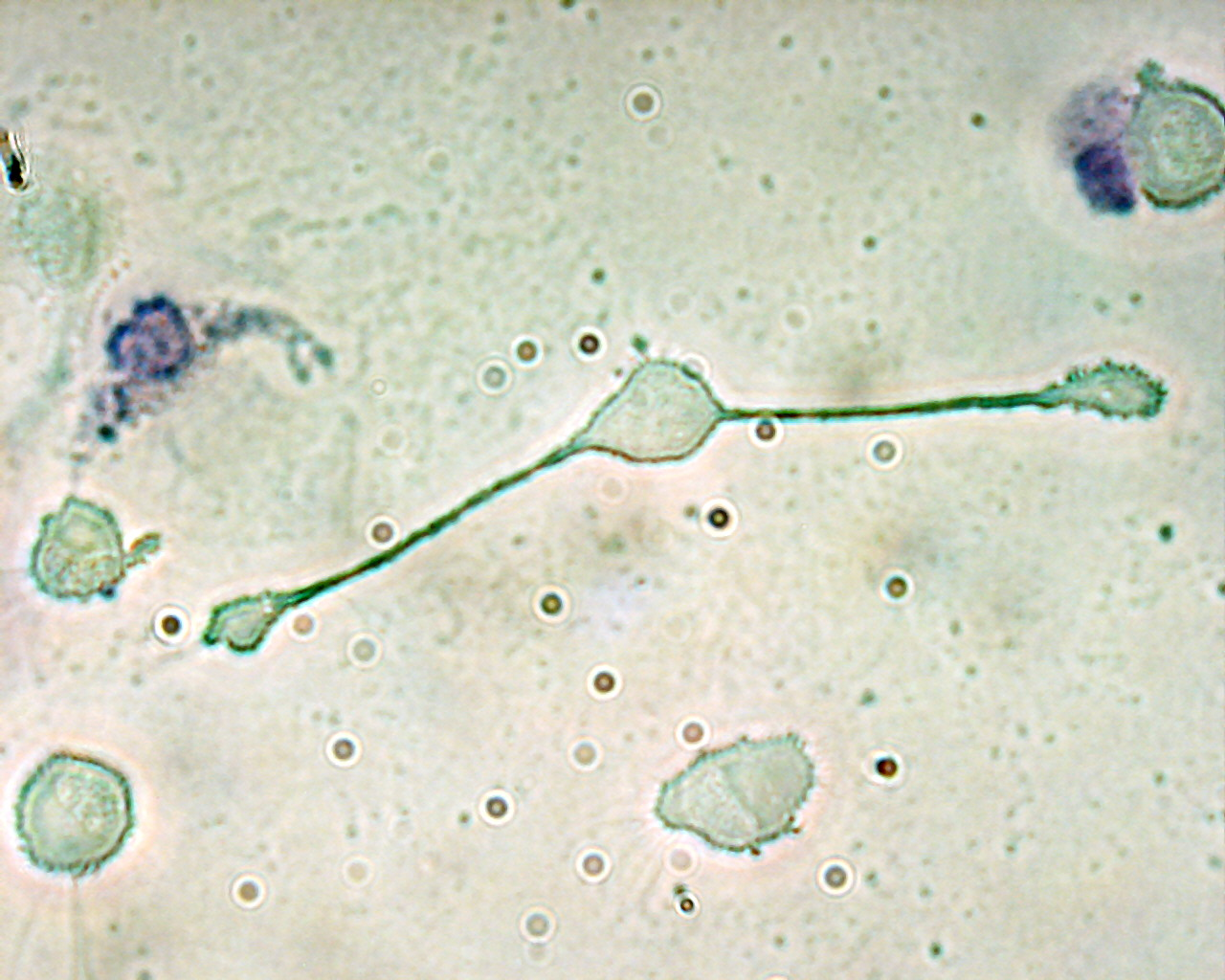
Een macrofaag van een muis met twee uitstulpingen (schijnvoetjes of pseudopodiën), die lichaamsvreemde deeltjes omsluiten en afbreken.

Macrofaag (Oudgrieks μακρός (makros) = groot, φαγεῖν (phagein) = eten; letterlijk vertaald: veelvraat/ grote eter) is een grote mononucleaire cel die in staat is resten van dode of beschadigde lichaamseigen cellen te veranderen in intercellulair materiaal, en lichaamsvreemde cellen (bijvoorbeeld micro-organismen) en inerte deeltjes in zich op te nemen door middel van fagocytose en pinocytose (Oudgrieks πίνειν (pinein) = drinken).
Het is een type fagocyt. De fagosomen (blaasjes met bacteriën in de macrofaag) die zo gevormd worden door internalisatie (het binnen de cel brengen) en de endosomen (blaasjes met virussen in de macrofaag) die vormen na internalisatie van virussen, worden samengevoegd met lysosomen die hydrolytische enzymen (lees: afbrekende enzymen) bevatten, die de bacteriën en virussen degraderen/afbreken tot moleculen. Sommige macrofagen behoren tot bindweefselcellen.

## Vorming
De dooierzak vormt macrofaag-voorlopers, die vervolgens naar het embryo migreren. Ze worden vanaf 8,5 dagen (vanaf de bevruchting) via vasculaire routes naar embryonale organen vervoerd gedurende een beperkt tijdsbestek. Ze nemen zeer snel af tot 12,5 dagen na de bevruchting en zijn niet langer zichtbaar na 14,5 dag vanaf de bevruchting. Deze periode wordt gekenmerkt door een bolvormige celvorm. Samen met de progressieve rijping van macrofagen wordt een toenemende hoeveelheid dendrieten gevormd en verliezen macrofagen hun intravasculaire transportcapaciteit.

## Betekenis
Een macrofaag (of histiocyt) is ontstaan door specialisatie van cellen in het beenmerg, daartoe prolifereren en differentiëren de myeloïde voorlopercellen (die weer afkomstig zijn van de hematopoëtische stamcellen) in onder andere macrofagen. De macrofaag is een deel van de niet-specifieke immuniteit, dit wil zeggen de tweede barrière na de huid als bescherming tegen infectie. Macrofagen zijn ook antigeen-presenterende cellen (APC's), dit wil zeggen dat ze antigenen die ze internaliseren presenteren aan CD4 TH1-cellen (T-helpercellen), die hierna zelf weer prolifereren en differentiëren, waardoor de specifieke immuniteit, namelijk die van de B-cellen, CD8 T-cellen en TH1-2 CD4-helper-T-cellen. Andere antigeen-presenterende cellen zijn dendritische cellen en B-cellen. Door middel van amoeboïde bewegingen is een macrofaag in staat zich gericht naar een bepaalde plaats te bewegen. Door al deze eigenschappen spelen macrofagen een belangrijke rol in de immuunafweer van het lichaam.
Van alle soorten witte bloedcellen zijn lymfocyten het kleinst (waaronder B-cellen, CD4 TH1- en TH2-helper-T-cellen, CD8 T-cellen en naturalkillercellen). De CD8 T-cellen zijn in staat bacteriën en dode of oude cellen te programmeren tot apoptose (celdoding), door eraan te binden. De functie van B-cellen is om na te zijn geactiveerd door de CD4 TH2-helper-T-cellen, te prolifereren en differentiëren in plasmacellen die antilichamen zoals IgE, IgG en IgA produceren. Het doel van de antilichamen is om aan de vijandelijke cellen te binden, waardoor deze herkend kunnen worden door niet-specifieke immuunsysteem cellen (zoals macrofagen en neutrofielen) en gefagocyteerd worden. De antilichamen binden ook aan losse (vrije) antigenen, waarna ze een complex/geheel vormen (het immuuncomplex). Deze immuuncomplexen worden verwijderd doordat er een molecuul genaamd complement (meestal C3b) aan het complex bindt en deze laat binden aan rode bloedcellen. De immuuncomplexen worden vervolgens naar de afbrekende organen zoals de milt en de lever gebracht, waar deze worden afgebroken in moleculen.
CD4 TH1-helper T-cellen worden normaal gesproken geactiveerd door het niet-specifieke immuunsysteem door deze te laten vormen uit onvolwassen (naïeve) CD4-helper-T-cellen. Vervolgens zorgen de CD4 TH1-helper-T-cellen ervoor dat uit de andere onvolwassen (naïeve) CD4-helper-T-cellen, er CD4 TH2-T-cellen worden geproduceerd. De TH2-cellen hebben vervolgens als functie om de onvolwassen B-cellen te laten prolifereren en differentiëren in plasmacellen die zelf een specifiek soort antistof kunnen produceren en afgeven.

## Functie
Macrofagen doen aan celvraat of fagocytose. Door uitstulpingen van het celplasmamembraan in de vorm van schijnvoetjes of pseudopodia omsluiten de macrofagen ziekteverwekkers zoals bacteriën en virussen, die dan inwendig worden afgebroken in een voedselvacuole.
Wanneer een wondje ontstaat, zullen in dat gebied de bloedvaten groter in diameter worden (vasodilatatie) door de signaalstoffen, zoals histamine, die in het beschadigde weefsel vrijkomen. Op die manier stroomt er meer bloed en komen snel meer witte bloedcellen en immuunstoffen zoals antilichamen en complementfactoren beschikbaar die binnendringende kiemen onschadelijk maken.
Pus in een zweertje bijvoorbeeld is niets anders dan een "slagveld" van gesneuvelde bacteriën en witte bloedcellen, met name de in groten getale aanwezige fagocyt, de neutrofiel.

## Beperkingen
Er zijn verscheidene organismen en stoffen die door macrofagen niet effectief kunnen worden bestreden. Mycobacteriën (veroorzakers van onder andere tbc), omzeilen het vernietigingssysteem in de macrofaag en nestelen zich zelfs in de macrofaagcellen. Het kan zelfs zo ver gaan dat sommige infecties zoals bij mononucleosis infectiosa (veroorzaakt door het EBV-virus) latent aanwezig kunnen zijn, dit wil zeggen dat de producten die de pathogenen in de menselijke cellen produceren niet in groten getale genoeg zijn om het immuunsysteem verder te activeren tegen deze pathogeen.
De macrofagen zijn niet effectief bij de bestrijding van ebola, dat zich zelfs graag in de macrofagen voortplant. Immuunsysteemcellen zijn ook niet effectief tegen virussen als hiv (veroorzaker van aids) of FIP bij katten, waardoor hiv gemakkelijk meerdere somatische cellen kan infecteren door te binden aan een vrij veelgebruikte receptor (zoals CD4). Macrofagen zijn een reservoir voor hiv, aangezien de cellen niet meteen doodgaan na infectie (zoals T-cellen).

## Overzichthematopoëtische stamcelrode beenmerg
| Hematopoëse            | Hematopoëse          | Hematopoëse            | Hematopoëse | Hematopoëse | Hematopoëse | Hematopoëse | Hematopoëse | Hematopoëse     | Hematopoëse    |
| ---------------------- | -------------------- | ---------------------- | ----------- | ----------- | ----------- | ----------- | ----------- | --------------- | -------------- |
| Leukopoëse             | Leukopoëse           | Leukopoëse             | Leukopoëse  | Leukopoëse  | Leukopoëse  | Leukopoëse  | Leukopoëse  | Erytropoëse     | Trombopoëse    |
| Myeloblast             | Myeloblast           | Myeloblast             | Monoblast   | Lymfoblast  | Lymfoblast  | Lymfoblast  |             | Pro-erytroblast | Megakaryoblast |
| Myeloblast             | Myeloblast           | Myeloblast             | Monoblast   | Lymfoblast  | Lymfoblast  | Lymfoblast  | Erytroblast |                 | Megakaryoblast |
| Myeloblast             | Myeloblast           | Myeloblast             | Monoblast   | Lymfoblast  | Lymfoblast  | Lymfoblast  | Normoblast  |                 | Megakaryoblast |
| Promyelocyt            | Promyelocyt          | Promyelocyt            | Monocyt     | Lymfocyt    | Lymfocyt    | Lymfocyt    | Reticulocyt | Megakaryocyt    |                |
| Neutrofiele granulocyt | Basofiele granulocyt | Eosinofiele granulocyt | Macrofaag   | B-cel       | T-cel       | NK-cel      | Mastocyt    | Erytrocyt       | Trombocyt      |